# Cheb Mami

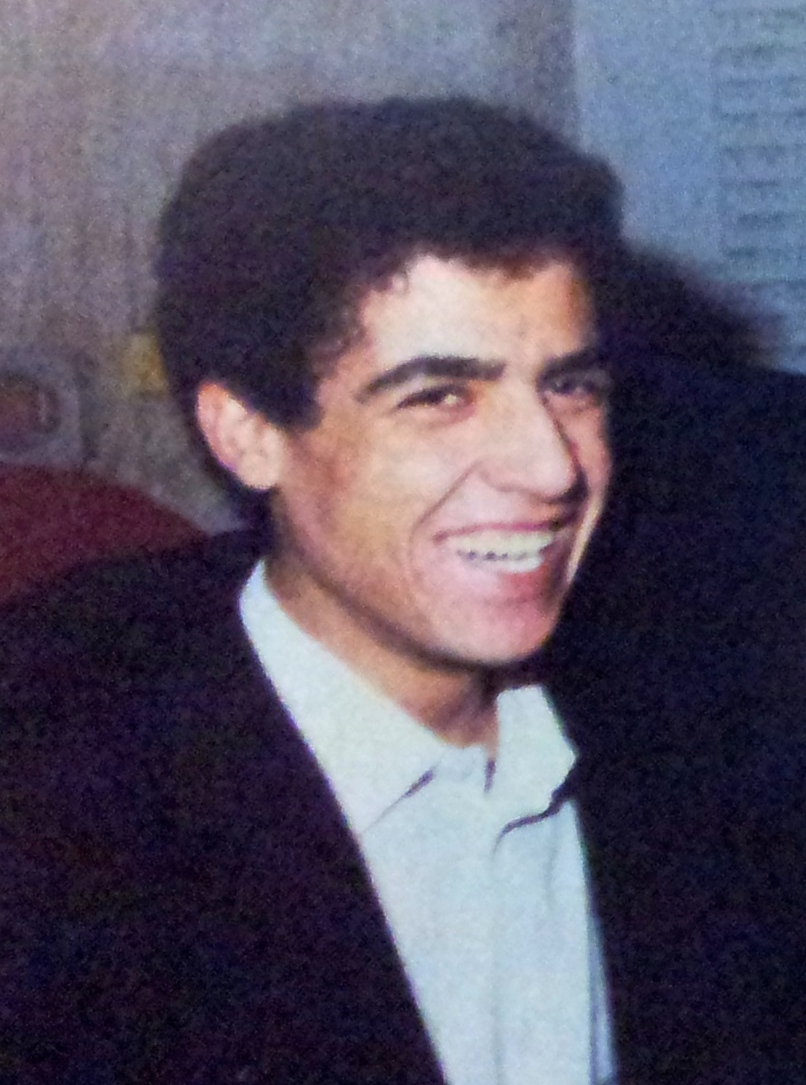
Cheb Mami in 1986

Cheb Mami (Arabisch: شاب مامي) alias Mohamed Khelifati (Saida, 11 juli 1966) is een Algerijnse zanger en rai-muzikant, en zingt voornamelijk in het Algerijns-Arabisch maar ook in het Frans en Egyptisch-Arabisch.

## Biografie
Cheb Mami doet in 1982 als 16-jarige mee aan de televisieshow ‘Alhan wa Chabab’. Hij wint niet, daar de door de overheid vertegenwoordigde jury het bestaan van rai-muziek ontkent, maar eindigt op de tweede plaats.
Boualem, de producer van het Oran-label, Disco Maghreb, biedt Mami de kans om van 1982 tot 1985 tien cassettes op te nemen. Met geschatte aantallen van 100.000 tot 500.000 kopieën wordt het een succes, echter niet iedereen is blij met zijn taalgebruik.
In 1985 mag hij meedoen aan het Oran Raï Festival en krijgt niet alleen hij, maar ook de rai-muziek eindelijk de erkenning.
In 1986 treedt hij op tijdens diverse festivals in Parijs. Hierna krijgt hij zijn eerste platencontract bij het Blue Silver Label.
In 1987 keert hij terug naar Algerije om zijn dienstplicht te vervullen. In 1989 gaat Mami weer naar Frankrijk en treedt hij op in L’Olympia. Hij wordt door de media gekroond als Prince of Rai. In hetzelfde jaar toert hij door Europa en de VS en hij wordt de eerste ambassadeur van Rai. Het album ‘Let me Rai’ flopt. Het album ‘Saida’ zorgt voor een comeback in 1994.
Hij tekent een contract bij Virgin en ‘Saida’ wordt goud in Algerije en dubbel goud in de VS.
De muziek van Cheb Mami is een mix van mediterrane met invloeden van de westerse muziek. Hij schrijft ook een hommage aan de vermoorde Cheb Hasni.
In 1995 werkte hij samen met Zucchero. Hij zingt samen met hem het liedje Così celeste.
In 2000 is hij samen met Sting te horen in het nummer Desert Rose.
In 2001 neemt hij het door voormalig Chic gitarist Nile Rodgers geproduceerde album ‘Dellali’ op met artiesten als Charles Aznavour en Ziggy Marley.
Cheb Mami wordt eind 2009 veroordeeld tot 5 jaar cel en zijn manager tot 4 jaar. Cheb Mami meldt zich op 29 juni 2009 bij de Franse justitie en wordt op 23 maart 2011 vrijgelaten. In 2020 neemt hij samen met Soolking het nummer Ça fait des années op.

## Discografie
- Fatma, Fatma (1988)
- Let Me Raï (1990)
- Saida ( 1994)
- Douni El Bladi (1996)
- Le Prince Du Raï (1998)
- Meli Meli (1999)
- Lazraq Saani (2001)
- Dellali (2001)
- Du Sud au Nord (2003)
- Live au Grand Rex (2004)
- Layaly (2006)

### NPO Radio 2 Top 2000
| Nummer met noteringen in de NPO Radio 2 Top 2000 | '19  | '20  | '21  | '22  | '23  | '24  |
| ------------------------------------------------ | ---- | ---- | ---- | ---- | ---- | ---- |
| Desert Rose (met Sting)                          | 1957 | 1704 | 1782 | 1644 | 1629 | 1798 |

1. ↑  Een vetgedrukt getal geeft de hoogste notering aan.
2. ↑  2019 was het eerste jaar met een notering voor dit nummer.

- Bibsys: 69642
- Bibliothèque nationale de France: cb13897016w (data)
- Gemeinsame Normdatei: 134920589
- International Standard Name Identifier: 0000 0000 5515 1851
- Library of Congress Control Number: no98016922
- MusicBrainz: 634ef2ec-ffe2-4846-ba68-156f852bf5cb
- Nationale Bibliotheek van Tsjechië: pag20231183570
- Nationale Bibliotheek van Israël: 987009461085805171
- Nederlandse Thesaurus van Auteursnamen: 102042284
- Système universitaire de documentation: 08078660X
- Virtual International Authority File: 76500835